# Mikey Arroyo
Juan Miguel Arroyo Macapagal, conocido como Mikey Arroyo (Macati, 26 de abril de 1969) es un actor y político filipino. Fue congresista del distrito segundo de Pampanga entre 2004 y 2010. Es el hijo mayor de la expresidenta de Filipinas Gloria Macapagal Arroyo y de José Miguel Arroyo.

## Filmografía
1. Sablay ka na, pasaway ka pa (2005)
2. Masamang ugat (2003)
3. A.B. normal college (Todo na 'yan, kulang pa 'yun) (2003)
4. Walang iba kundi ikaw (2002)
5. Di kita ma-reach (2001)
6. Mahal kita... kahit sino ka pa (2001)
7. Super Idol (2001)
8. Di ko kayang tanggapin (2000)
9. Largado, ibabalik kita sa pinanggalingan mo! (1999)
10. Boyfriend kong pari, Ang (1999)
11. Maton at ang showgirl, Ang (1998)
12. Tapatan ng tapang (1997)
13. Hawak ko Buhay mo (1996)

## Series de televisión
1. Agimat Presents: Tonyong Bayawak (2010)
2. Agimat: Mga Ang Alamat ni Ramon Revilla Presents: Elias Paniki (2010)-Benjamin Villanueva (as The The Villain)